# Ču Te
Ču Te (čínsky: znaky朱德, pinyin: Zhū Dé; 1. prosince 1886, I-lung, Čína – 6. července 1976, Peking, ČLR) byl čínský komunistický vojevůdce a státník. Je považován za zakladatele Čínské lidové osvobozenecké armády.

## Život

### Mládí
Ču Te narodil se v I-lungu a pocházel z třinácti dětí.
Roku 1905 se Ču vzdělával ve vojenské akademii v Jün-nanu, kde se seznámil s ideály Sunjatsena a jeho Kuomintangu.

### Nacionalismus a vojenská diktatura
V roce 1911, kdy byla svržena mandžuská dynastie, byl Ču plukovníkem v čínské armádě.
Po smrti své první ženy si tehdy vyvinul silný návyk na opium a začal trpět depresemi. V roce 1920 se Ču stal bezpečnostním komisařem provinciální vlády v Jün-nanu. V té době byla zavražděna jeho druhá žena a dítě, což možná přispělo k rozhodnutí, aby opustil Čínu pro studium v Evropě.

### Přechod ke komunistickému hnutí
V roce 1922 studoval na Göttingenské univerzitě v Německu. Roku 1925 se setkal s Čou En-lajem, který byl pro studentské protesty vyhnán z Číny. Čouovým přispěním vstoupil Ču do Komunistické strany Číny. Roku 1926 se opět vrátil do Číny, kde chtěl odvrátit severní pochod, ale neúspěšně.

### Vůdce Čínské lidové osvobozenecké armády
Během Dlouhého pochodu velel Ču jednomu z pluků armády, který sotva přežil ústup skrz S’-čchuan.
Během Druhé čínsko-japonské války a Čínské občanské války držel Ču pozici jednoho z velitelů čínské osvobozenecké armády. V roce 1940 organizoval vytlačení Japonců z Číny.

### Pozdější život
Roku 1949 byl jmenován vrchním velitelem Čínské lidové osvobozenecké armády. V letech 1956 až 1966 byl místopředsedou komunistické strany, a v letech 1954 až 1959 místopředsedou Čínské lidové republiky. V roce 1955 se stal maršálem.
V roce 1966, během kulturní revoluce, byl z politických postů odvolán. Díky pokročilému věku však nebyl uvězněn. V roce 1971 se do politiky vrátil.
Roku 1976 Ču Te zemřel ve věku požehnaných 89 let.